# Rájov (Mnichov)
Rájov (németül Rojau) Mnichov község településrésze Csehországban a Karlovy Vary-i kerület Chebi járásában. Központi településétől 4.5 km-re délre fekszik. A 2001-es népszámlálási adatok szerint 44 lakóháza és 72 lakosa van. Templomát Szent János és Pál tiszteletére szentelték.
1. ↑  Cseh Statisztikai Hivatal: https://www.czso.cz/csu/czso/vysledky-scitani-2021-otevrena-data (cseh nyelven). (Hozzáférés: 2022. november 1.)